# Speciale Superquark
Speciale Superquark è stato uno spin off della trasmissione Superquark, ideato e condotto da Piero Angela. Trasmesso su Rai 1 in prima serata dal 1998 al 2015 perlopiù durante il periodo invernale.

## Il programma
La trasmissione, caratterizzata per imponenti ricostruzioni in computer grafica ed elaborati effetti visuali, curati dai migliori esperti di videografica e scenografia virtuale, veniva trasmessa inizialmente in maniera saltuaria per poi diventare un appuntamento fisso delle festività di fine anno. Ogni stagione prevedeva solitamente la realizzazione di cicli di 3 puntate accomunati dalla stessa tematica. La regia televisiva era affidata a Gabriele Cipollitti. Tra i collaboratori ed aiutanti al programma Alberto Angela, il fisico Paco Lanciano, il professore ordinario di Scienze dell'Alimentazione Carlo Cannella e il naturalista Danilo Mainardi, da sempre attivi nelle trasmissioni della serie Quark.
Le prime puntate sono dedicate alle biografie di celebri personaggi: Luigi XIV "Il Re Sole", Napoleone e la battaglia di Waterloo, Marco Polo, Cristoforo Colombo, Umberto Nobile, Michelangelo Buonarroti, Ulisse e il suo viaggio, Giuseppe Verdi, Enrico Fermi, Giuseppe Garibaldi, la principessa Sissi, Wolfgang Amadeus Mozart, Luigi XVI e la rivoluzione francese e le puntate dagli ascolti record su Leonardo da Vinci. Tra gli speciali, vanno anche annoverate alcune puntate dedicate nuovamente all'antico Egitto ed all'antica Roma (sul Colosseo e Pompei), andate in onda nel 2004, girate nei luoghi originali con spettacolari ricostruzioni storiche e virtuali. Nella stagione 2005 sono stati realizzati degli speciali dedicati ad Albert Einstein, Carlo Magno, Gengis Khan, e nuovamente Napoleone Bonaparte, mentre nella stagione 2006 sono stati trasmessi degli appuntamenti incentrati sul disastro di Černobyl', e sulle biografie dell'imperatore cinese Qin Shi Huandi, del pirata Barbanera e dell'imperatore romano Cesare Augusto. Tra dicembre 2007 e gennaio 2008 sono stati trasmessi tre speciali dedicati a tre celebri donne: la regina Elisabetta I, Madame de Pompadour e Mata Hari. Il 23 giugno 2008 viene invece realizzato uno speciale al problema demografico in Italia con una puntata intitolata Il Paese senza figli. Il 19 dicembre 2011 viene dedicato uno speciale sui 30 anni del programma televisivo Quark dove viene riassunto cos'è successo dal 1981 al 2011, facendo vedere anche alcuni "dietro le quinte" sulle passate trasmissioni come La macchina meravigliosa, Il pianeta dei dinosauri e altre ancora. Il 7 dicembre 2012 va in onda uno speciale dedicato alla crisi economica intitolata Speciale economia - Uscire dal tunnel. Il 21, 28 dicembre e 4 gennaio vengono trasmesse 3 puntate dedicate a fatti che hanno mosso l'opinione politica dei secoli passati (la morte del principe Rudolph di Asburgo; la figura di Rasputin; la gloriosa rivoluzione in Inghilterra nel XVII secolo). Fra dicembre 2013 e gennaio 2014 sono andati in onda 3 speciali dedicati al cervello; le emozioni ed i sentimenti; infine, i computer ed i robot. A giugno 2015 Superquark ritorna con due speciali intitolati 13 miliardi di anni.
Tra il 2006 e il 2011 buona parte delle puntate sono state riproposte in replica su Rai 3 confermando un buon consenso di pubblico.

## Puntate e ascolti
| Episodio | Episodio                                                          | Messa in onda     | Telespettatori | Share  |
| -------- | ----------------------------------------------------------------- | ----------------- | -------------- | ------ |
| 1        | Versailles, una serata con il Re Sole                             | 18 dicembre 1998  |                |        |
| 2        | Napoleone: le otto ore di Waterloo                                | 19 febbraio 1999  |                |        |
| 3        | Il grande viaggio di Marco Polo                                   | 5 ottobre 1999    |                |        |
| 4        | Leonardo: ritratto di un genio (Prima parte)                      | 28 dicembre 1999  | 7 109 000      | 26,61  |
| 5        | Leonardo: ritratto di un genio (Seconda parte)                    | 4 gennaio 2000    | –              | –      |
| 6        | Cristoforo Colombo. Storia di un incredibile viaggio              | 3 marzo 2000      | –              | –      |
| 7        | La straordinaria storia di Giuseppe Verdi                         | 13 dicembre 2000  | –              | –      |
| 8        | Odissea: il fantastico viaggio di Ulisse (Prima parte)            | 27 dicembre 2000  | –              | –      |
| 9        | Odissea: il fantastico viaggio di Ulisse (Seconda parte)          | 3 gennaio 2001    | –              | –      |
| 10       | Nove mesi: come nasce la vita                                     | 10 gennaio 2001   | –              | –      |
| 11       | Da zero a tre anni: come nasce l'intelligenza                     | 17 gennaio 2001   | 5 690 000      | 20.03% |
| 12       | L'incredibile storia di Enrico Fermi                              | 18 settembre 2001 | –              | –      |
| 13       | Umberto Nobile. La tenda rossa: SOS dal polo nord (Prima parte)   | 26 dicembre 2001  | 4 477 000      | 19.48% |
| 14       | Umberto Nobile. La tenda rossa: SOS dal polo nord (Seconda parte) | 2 gennaio 2002    | –              | –      |
| 15       | Michelangelo. In compagnia di un genio (Prima parte)              | 26 dicembre 2002  | –              | –      |
| 16       | Michelangelo. In compagnia di un genio (Seconda parte)            | 2 gennaio 2003    | –              | –      |
| 17       | Giuseppe Garibaldi. Storia di un eroe (Prima parte)               | 9 dicembre 2003   | –              | –      |
| 18       | Giuseppe Garibaldi. Storia di un eroe (Seconda parte)             | 10 dicembre 2003  | –              | –      |
| 19       | Luigi XVI. L'ultimo giorno                                        | 16 dicembre 2003  | –              | –      |
| 20       | La vera storia della Principessa Sissi                            | 23 dicembre 2003  | –              | –      |
| 21       | Mozart: la storia di una vita                                     | 30 dicembre 2003  | –              | –      |
| 22       | Nella terra dei faraoni: la battaglia di Megiddo                  | 8 dicembre 2004   | –              | –      |
| 23       | Nella terra dei faraoni: ladri di tombe                           | 15 dicembre 2004  | –              | –      |
| 24       | Colosseo: l'arena dei gladiatori                                  | 22 dicembre 2004  | –              | –      |
| 25       | Pompei: cronaca di una fine                                       | 29 dicembre 2004  | –              | –      |
| 26       | Albert Einstein                                                   | 13 settembre 2005 | –              | –      |
| 27       | Carlo Magno: la corona e la spada                                 | 14 dicembre 2005  | –              | –      |
| 28       | Gengis Khan: il cavaliere dell'Apocalisse                         | 21 dicembre 2005  | –              | –      |
| 29       | Napoleone: seguendo la Grande Armata                              | 28 dicembre 2005  | –              | –      |
| 30       | Chernobyl: nel buio degli anni luce                               | 19 aprile 2006    | –              | –      |
| 31       | L'uomo che creò la Cina                                           | 21 dicembre 2006  | 4 424 000      | 13.66% |
| 32       | La vera storia del pirata Barbanera                               | 27 dicembre 2006  | 3 634 000      | 15.12% |
| 33       | Augusto: nascita di un Impero                                     | 3 gennaio 2007    | 4 339 000      | 18.10% |
| 34       | Elisabetta I: una donna per un grande regno                       | 19 dicembre 2007  | 4 584 000      | 20.22% |
| 35       | Madame de Pompadour: amore e potere                               | 26 dicembre 2007  | 3 876 000      | 17.71% |
| 36       | Il caso Mata Hari: la donna e la spia                             | 2 gennaio 2008    | 4 295 000      | 17.80% |
| 37       | Il paese senza figli                                              | 23 giugno 2008    | 2 973 000      | 15.29% |
| 38       | Cercatori di tesori. Egitto: l'avventura della scoperta           | 23 dicembre 2008  | 5 027 000      | 20.96% |
| 39       | Cercatori di tesori. Schliemann: la scoperta di Troia             | 30 dicembre 2008  | 4 780 000      | 19.75% |
| 40       | Cercatori di tesori. L'oro di Cortes                              | 7 gennaio 2009    | 4 242 000      | 16.45% |
| 41       | Nel segno del comando. Nerone: cronache da un impero              | 23 dicembre 2009  | 4 101 000      | 17.69% |
| 42       | Nel segno del comando. Attila: il cavallo e la spada              | 30 dicembre 2009  | 3 839 000      | 16.64% |
| 43       | Nel segno del comando. Shogun, il grande samurai                  | 5 gennaio 2010    | 3 261 000      | 13.61% |
| 44       | Tre uomini, tre sfide. In Africa, sulle tracce di Livingstone     | 23 dicembre 2010  | 3 608 000      | 14.95% |
| 45       | Tre uomini, tre sfide. Shackleton, l'eroe dell'Antartide          | 30 dicembre 2010  | 3.291.802      | 13.89% |
| 46       | Tre uomini, tre sfide. L'incredibile storia di Antonio Meucci     | 3 gennaio 2011    | 3 628 000      | 13.95% |
| 47       | 30 anni di Superquark: un viaggio sorprendente                    | 19 dicembre 2011  | 3 771 000      | 14.24% |
| 48       | Superquark: la riscoperta della natura nascosta                   | 27 dicembre 2011  | 3 413 000      | 13.37% |
| 49       | Superquark: viaggio tra le meraviglie dalle piramidi a Versailles | 3 gennaio 2012    | 4 037 000      | 15.50% |
| 50       | Speciale economia - Uscire dal tunnel                             | 7 dicembre 2012   | 3 012 000      | 11.50% |
| 51       | Quella notte a Mayerling                                          | 21 dicembre 2012  | 3 321 000      | 13.11% |
| 52       | Il caso Rasputin                                                  | 28 dicembre 2012  | 3 679 000      | 14.78% |
| 53       | Uccidete il re!                                                   | 4 gennaio 2013    | 2 408 000      | 9.19%  |
| 54       | Viaggio alla scoperta del cervello                                | 19 dicembre 2013  | 3 102 000      | 12.66% |
| 55       | Ridere e piangere: le emozioni della vita                         | 26 dicembre 2013  | 2 640 000      | 10.93% |
| 56       | Il cervello contro la macchina: la grande sfida                   | 2 gennaio 2014    | 3 248 000      | 12.04% |
| 57       | 13 miliardi di anni: in viaggio nell'universo                     | 11 giugno 2015    | 2 888 000      | 12.92% |
| 58       | 13 miliardi di anni: la straordinaria storia della Terra          | 18 giugno 2015    | 2 643 000      | 11.70% |